# Paolo Danesini
Paolo Danesini (ur. 27 stycznia 1992) – włoski lekkoatleta specjalizujący się w biegu na 400 metrów.
W 2011 wraz z partnerami z reprezentacji ustanawiając rekord Włoch juniorów zdobył w Tallinnie złoty medal mistrzostw Europy juniorów w biegu rozstawnym 4 x 400 metrów. 
Rekord życiowy: 47,27 (13 lipca 2013, Mediolan). 

## Osiągnięcia
| Rok  | Impreza                     | Miejsce | Konkurencja        | Lokata     | Wynik   |
| ---- | --------------------------- | ------- | ------------------ | ---------- | ------- |
| 2011 | Mistrzostwa Europy juniorów | Tallinn | sztafeta 4 x 400 m | 1. miejsce | 3:06,46 |